# Juillet 1871

## Événements
- Canada : en Ontario, Phoebe Campbell assassine son mari à la hache. Elle est jugée et pendue l'année suivante.

- 1er juillet, Canada : inauguration de la bibliothèque du Parlement à Ottawa.

- 2 juillet :
  - France : victoire des républicains dans 39 départements sur 47 concernés lors d’élections partielles.
  - Création de l’Anglo-Jewish Association (AJA) qui sera l'alliée critique de l’Alliance israélite universelle.

- 4 juillet : les Russes occupent la vallée de l’Ili au Turkestan Chinois (fin en 1881). Ils imposent aux différentes ethnies une domination coloniale très violente. La population organise la résistance avant même que Pékin ne réagisse.

- 5 juillet, France : le « comte de Chambord », candidat des légitimistes au trône de France, publie un manifeste dans lequel il annonce sa fidélité au drapeau blanc.

- 6 juillet : élection générale québécoise de 1871. Les conservateurs de Pierre-Joseph-Olivier Chauveau obtiennent un gouvernement majoritaire.

- 13 juillet : le cheikh Haddad et ses fils se rendent après la bataille d'Icheriden. L’insurrection ne prend fin qu’après la capture de Bou-Mezrag, le 20 janvier 1872.

- 20 juillet : la Colombie-Britannique adhère à la Confédération canadienne.

- 30 juillet (Russie) : lois des 30 juillet 1871 et 15 mai 1872 du ministre de l’instruction publique Tolstoï.

## Naissances
- 10 juillet : Marcel Proust, né à Paris, écrivain français († 18 novembre 1922).
- 15 juillet
  - Henryk Arctowski, géologue, océanographe et météorologue polonais († 1958).
  - Kunikida Doppo, écrivain japonais († 23 juin 1908).
- 16 juillet : George Stewart Henry, premier ministre de l'Ontario.
- 17 juillet : Lyonel Feininger, peintre et caricaturiste germano-américain († 13 janvier 1956).
- 18 juillet : Giocamo Balla, peintre et sculpteur italien († 1er mars 1958).
- 25 juillet :
  - Enrico Gasparri, cardinal italien de la Curie romaine († 20 mai 1946).
  - Richard Turner, héros de la guerre des Boers.

## Décès
- 28 juillet : Modeste Demers, missionnaire et évêque de l'ile de Vancouver.